# Dreyer & Reinbold Racing
Pour les articles homonymes, voir Dreyer et Reinbold.
 (2 juin 2024).

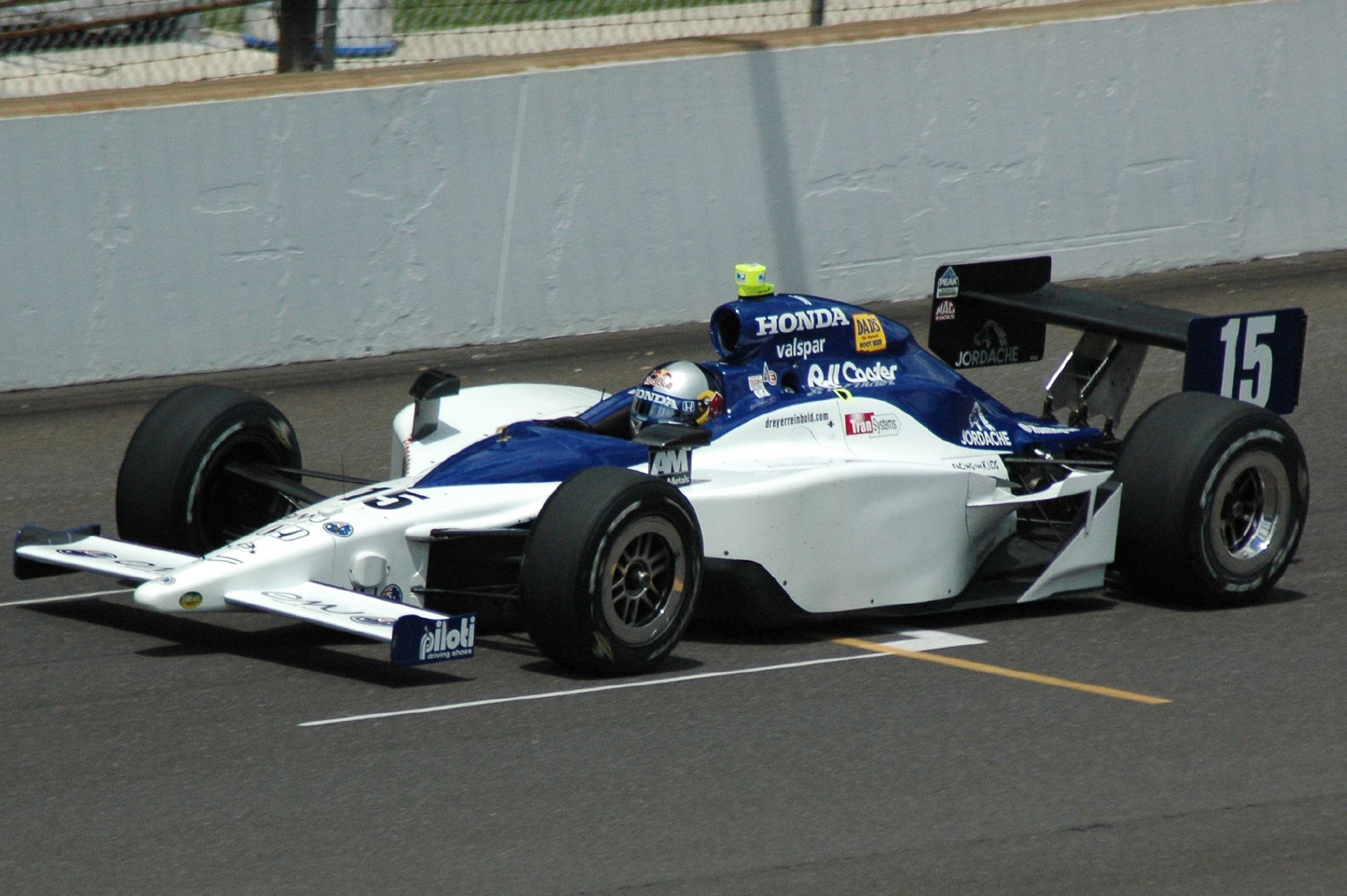
Buddy Rice aux 500 miles d'Indianapolis 2008.

Dreyer & Reinbold Racing est une écurie qui évolue dans le championnat IndyCar Series (IRL).
Buddy Rice est le seul pilote engagé à plein temps, Milka Duno et Townsend Bell se partageant le second volant pour la saison 2008.
Pour les articles homonymes, voir Dreyer et Reinbold.